# Chilecito megye
Chilecito egy megye Argentína északnyugati részén, La Rioja tartományban. Székhelye Chilecito.

## Népesség
A megye népessége a közelmúltban a következőképpen változott:
| Év   | Lakosság |
| ---- | -------- |
| 2001 | 42 058   |
| 2010 | 49 432   |

| 2022 | 58 798 |